# Melle Mel
Melle Mel, artiestennaam van Melvin Glover (Morrisania (The Bronx), New York, 15 mei 1961) ook wel bekend als Grandmaster Melle Mel, is een Amerikaanse hiphopmuzikant. Hij is een van de pioniers van de old-school hip-hop als lead rapper en de belangrijkste songwriter van Grandmaster Flash and the Furious Five.
Melle Mel kreeg bekendheid als lid van Grandmaster Flash and the Furious Five. Hij is als rapper te horen op hun bekendste single "The Message". Na het vertrek van frontman Grandmaster Flash was hij zelf de leider en noemde zich Grandmaster Melle Mel. De groep had een cameo in de film Beat Street. Vanaf 1984 werkte hij samen met andere artiesten, en rapt hij op Chaka Khans wereldwijde hit "I Feel for You". In 1987 verscheen weer een album van de herenigde groep Grandmaster Flash and the Furious Five. In 2007 kwam voor het eerst het debuutalbum Muscles van Melle Mel, maar miste de hitlijsten.

## Discografie
Albums
- 1982 The Message - (met 'Grandmaster Flash and the Furious Five')
- 1984 Grandmaster Melle Mel and the Furious Five (aka Work Party)
- 1985 Step Off - (als 'grandmaster Melle Mel and the Furious Five')
- 1988 On the Strength - (met 'Grandmaster Flash and the Furious Five')
- 1989 Piano - (als 'Grandmaster Melle Mel and the Furious Five')
- 1997 Right Now - (als 'Grandmaster Mele-Mel & Scorpio')
- 2001 On Lock - (als 'Die Hard')
- 2006 The Portal In The Park - (als 'Grandmaster Mele Mel' met Lady Gaga)
- 2007 Muscles - (als 'Grandmaster Mele Mel')
- 2009 Hip Hop Anniversary Europe Tour - (als 'Grandmaster Melle Mel')

- Biblioteca Nacional de España: XX1555969
- Bibliothèque nationale de France: cb138973815 (data)
- Gemeinsame Normdatei: 135177669
- International Standard Name Identifier: 0000 0000 5933 636X
- Library of Congress Control Number: n94110324
- MusicBrainz: faaf4f84-7751-4613-9903-32c9d6a49741
- Istituto Centrale per il Catalogo Unico: DDSV101760
- Système universitaire de documentation: 157863263
- Virtual International Authority File: 2656967
- WorldCat: E39PBJccbdWhFh3tV8kjbFVXBP